# Montello (condado de Marquette, Wisconsin)
Montello es un municipio rural del condado de Marquette, Wisconsin, Estados Unidos. Tiene una población estimada, a mediados de 2024, de 1151 habitantes.
La ciudad homónima está ubicada dentro de los límites del municipio, aunque es gobernada de manera autónoma. 

## Geografía
Está ubicado en las coordenadas 43°46′18″N 89°18′27″O / 43.77167, -89.30750 (43.771702, -89.307565). Según la Oficina del Censo, tiene una superficie total de 88.1 km², de los cuales 84.1 km² corresponden a tierra firme y 4.0 km² están cubiertos de agua.

## Demografía
Según el censo de 2020, en ese momento había 1132 personas residiendo en la zona. La densidad de población era de 13.5 hab./km². El 94.79% de los habitantes eran blancos, el 0.62% eran afroamericanos, el 0.27% eran amerindios, el 0.35% eran asiáticos, el 0.71% eran de otras razas y el 3.27% eran de una mezcla de razas. Del total de la población, el 2.74% eran hispanos o latinos de cualquier raza.